# Economía de Urartu
La economía de Urartu se refiere a los principios de gestión de Urartu, el antiguo estado de Asia occidental que existió desde el siglo XIII al VI a. C. Alcanzó su punto álgido alrededor del siglo VIII a. C., pero fue destruido con la caída del estado alrededor de un siglo después. La economía de Urartu era típica del antiguo despotismo de Oriente Medio Oriente y estaba estrechamente asociada con la de la vecina Asiria. 

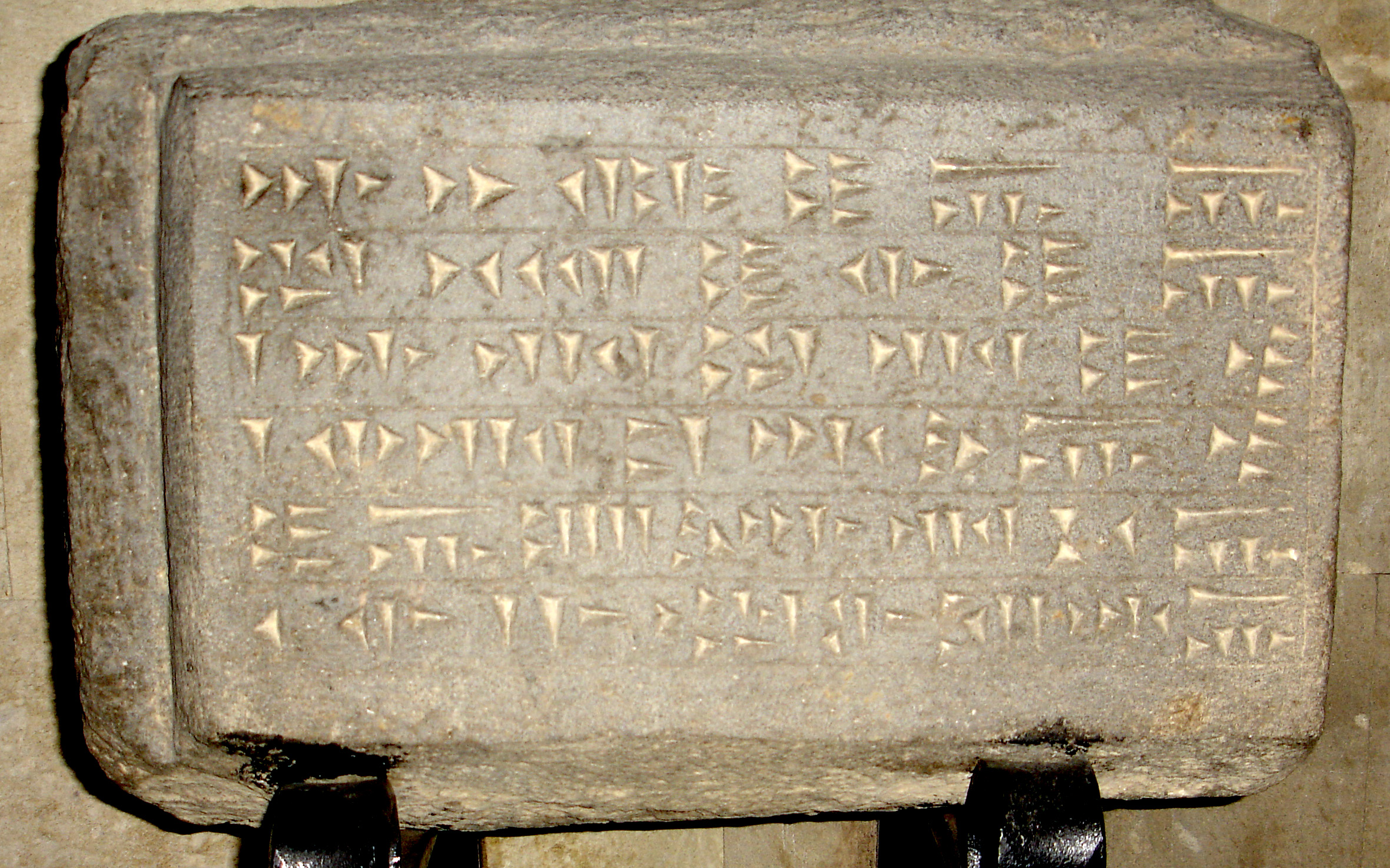
Escritura cuneiforme urartiana: «Por la gloria del dios Ḫaldi, el rey Sarduri II, hijo de Argishti I, vertió 10 100 kapi de grano aquí».

## Fundamentos de la economía urartiana

### Estructura del Estado
Urartu era un típico estado despótico del Antiguo Oriente. El poder de los reyes urartianos era ilimitado. El rey era también el comandante supremo del ejército urartiano, y el sumo sacerdote. A diferencia de las vecinas Asiria y Babilonia, Urartu no tenía una influencia significativa de ninguna norma universal o religiosa en la vida pública. En consecuencia, las granjas del clero eran menos importantes en Urartu que en Mesopotamia; ciudades y regiones enteras se consideraban propiedad real que dominaba la economía.

### Administración
Los principales puestos administrativos en Urartu eran asumidos por los miembros de la familia real, que ascendían a 300 personas. La administración de las regiones remotas era diferente ya que estaban habitadas por diferentes grupos étnicos. Estaban encabezadas por el gobernante local que era supervisado por el gobernador real. Las regiones estaban obligadas a proveer regularmente al rey de productos naturales, como ganado, grano, etc. Las regiones más cercanas a la capital eran administradas directamente por el gobernador local, generalmente un pariente del rey. El gobernador gozaba de plena autonomía y de un poder casi ilimitado, siempre que obedeciera al rey. Como resultado, la prosperidad y la importancia de cada región dependía en gran medida de sus gobernantes.

### Población
La población de Urartu era «propiedad» del rey. Los rebeldes de las provincias remotas eran normalmente esclavizados y enviados a trabajos forzados. La población fue probablemente obligada a participar en la construcción de la nación, es decir, en la mejora de la casa real, la construcción de templos y fortalezas. Una parte significativa de ella disfrutaba de cierta libertad, tenía la oportunidad de dirigir su propia granja y emplear sirvientes o usar esclavos. Una pequeña parte de la población, en su mayoría ocupando puestos militares y de la corte, vivía de una asignación estatal.

### Comercio
La división del trabajo en la agricultura se produjo mucho antes de la formación de Urartu, y por lo tanto las relaciones comerciales existieron desde la temprana existencia del Estado. El comercio se basaba en el trueque. Las guerras, especialmente contra Asiria, obstaculizaban el comercio, y los bienes valiosos eran a menudo confiscados como botín de guerra o como tributo. La iglesia probablemente participaba en las relaciones comerciales; por ejemplo, el centro religioso de Urartu Musasir criaba ganado tanto para el sacrificio como para la venta.
Los artículos de comercio más comunes eran ganado, caballos, granos, vino, metales y madera. Las condiciones naturales de la zona eran favorables para la cría de caballos, que era importante para los militares de toda la región, así como para el cultivo de la uva, mientras que la producción de metales se veía estimulada por los ricos depósitos de mineral de la región. 

### Irrigación

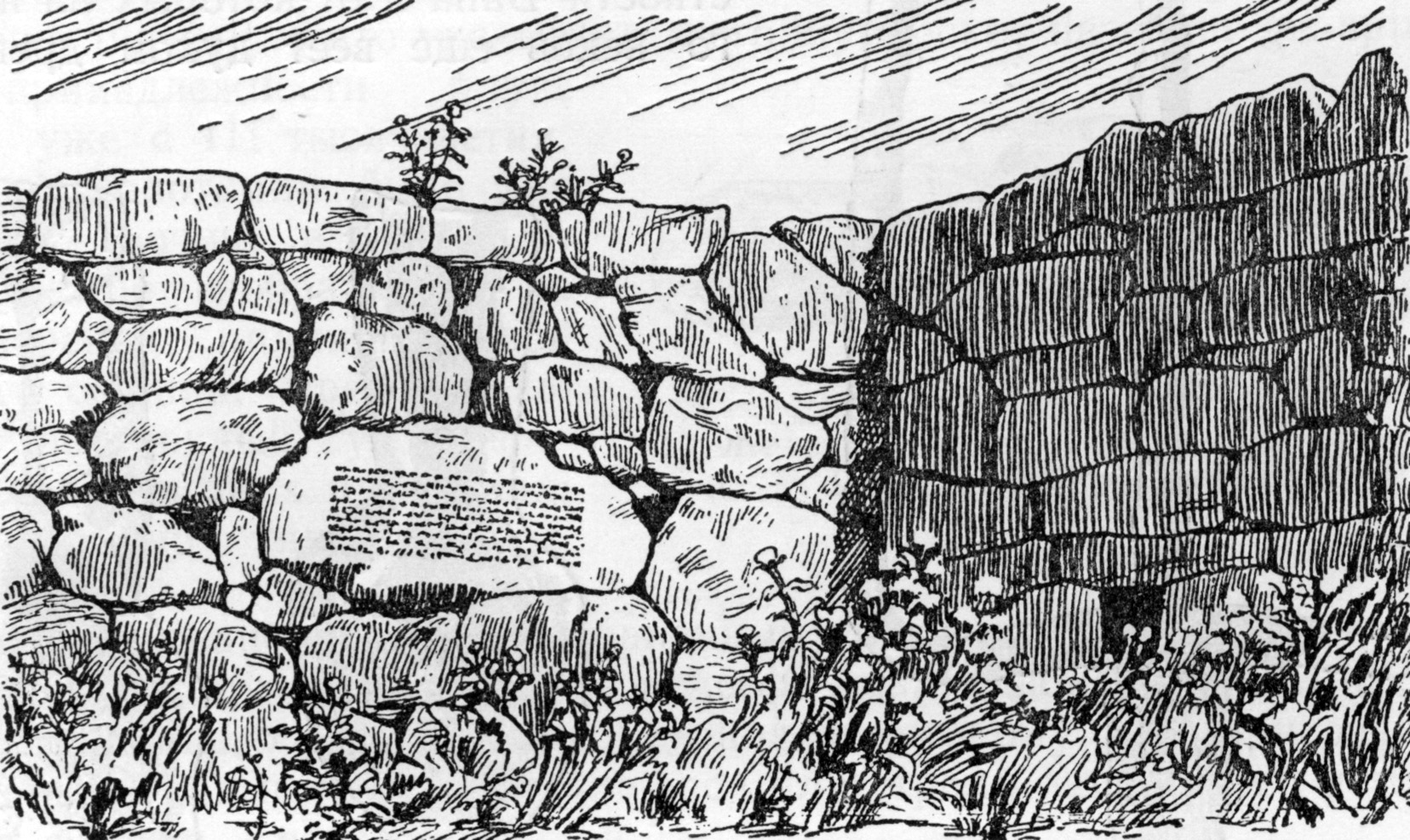
Dibujo del siglo XIX del canal de Menua (o Semíramis). Inscripción en piedra: «Por el poder de Dios Ḫaldi, el rey Menua, el hijo de Ishpuini, este canal ha construido... que cualquiera que destruya esta inscripción o diga 'Yo construí este canal' sea destruido por los dioses».

El factor crucial en la economía de Urartu era el agua, ya que muchas regiones como la costa del lago Van, el valle del río Murat y la llanura del Ararat estaban mal adaptadas para la agricultura primitiva y eran productivas solo con riego artificial. Como resultado, toda la finca del rey se concentró alrededor de los canales de riego, que se construyeron mediante la movilización masiva de la población y fueron uno de los principales factores de la prosperidad urartiana del siglo VIII a. C. Gracias al sistema de riego, Urartu se autoabastecía de cereales y era el principal productor y exportador de vino de la región. El sistema se construyó principalmente durante el reinado de los reyes Ishpuini, Menua, Argishti I, Sarduri II y Rusa I y todavía se utiliza hoy en día, sin una reconstrucción sustancial.
Con más de 70 km de longitud, el canal de irrigación más grande e importante era el canal de Menua (o Shamiram), que abastecía de agua dulce a la capital de Urartu, la ciudad de Tushpa (actual Van). El canal cruzaba el río Hoshab por un puente especial y en las zonas bajas se apoyaba en muros de piedra de hasta 15 metros de altura. Muchas partes del canal todavía funcionan. La tecnología de irrigación urartiana fue en parte prestada por la vecina Asiria, y fue elogiada por los asirios, en particular por el rey Sargón II.
Irónicamente, Sargón II destruyó el sistema de irrigación urartiano en Ulhu durante la campaña militar del 714 a. C., pero sus cartas sobre el evento documentaron en parte el diseño del sistema. En particular, mencionó el uso de tuberías de piedra subterráneas que más tarde fueron descubiertas por los arqueólogos cerca de otro emplazamiento urartiano, el castillo de Erebuni. Especialmente desarrolladas fueron las instalaciones de irrigación urartianas en Rusahinili (un suburbio de la capital Tushpa construido por Rusa II). Incluían un lago artificial, que aún existe, y una red de canales y tuberías subterráneas. El sistema funcionó hasta finales del siglo XIX, pero su diseño sigue siendo desconocido y su descripción escrita en una tablilla de Rusa I aún no ha sido descifrada.
| | | |
| Tuberías de piedra urartianos de Teishebaini y Erebuni. Un segmento típico tenía una longitud de 1 m, un diámetro externo de 40 cm y un diámetro interno de 11 cm . Los segmentos se encajan entre sí formando un tubo. Algunos segmentos tenían ranuras para el acceso a su limpieza. . | Tuberías de piedra urartianos de Teishebaini y Erebuni. Un segmento típico tenía una longitud de 1 m, un diámetro externo de 40 cm y un diámetro interno de 11 cm . Los segmentos se encajan entre sí formando un tubo. Algunos segmentos tenían ranuras para el acceso a su limpieza. . | Restos de tuberías de hierro de Teishebaini que se utilizaban para el suministro de agua del río Hrazdan y para drenar el agua de lluvia. |

## Agricultura
Ağrı Dağı اغـر طﺎﻍ Ağır Dağ), es decir, la «Montaña de Ağrı». como la "Tierra del Asir, Asia (Dioses), o «El Ashgard-en de Odin, Adam, Atum» aka Edén de las Estepas o Llanuras, Tierras de asignación de los hijos de Noé. La agricultura se practicó en la Anatolia oriental desde el Neolítico, al menos desde el tercer milenio a. C., y estaba bien desarrollada en la época del reino de Urartu. La mayoría de las herramientas de cultivo eran de hierro, y la zona estaba bien irrigada. Los principales cultivos eran el trigo (principalmente Triticum vulgare vill), la cebada (Hordeum vulgare L.), el centeno (Secale L.), el mijo (Panicum miliaceum L. y Panicum italicum L.), el sésamo (Sesamum orientale), las lentejas (Lens culinaris) y el garbanzo (Cicer arietinum). Las semillas y restos de estas plantas fueron descubiertos durante las excavaciones de las ciudades urartianas. Además, las tablillas cuneiformes urartianas describen el crecimiento de la espelta.
| | | | |                                                                                                 |
| Semillas de trigo (izquierda) y garbanzo (derecha) preparadas para la próxima siembra cerca de Teishebaini y Erebuni.[11]. | Semillas de trigo (izquierda) y garbanzo (derecha) preparadas para la próxima siembra cerca de Teishebaini y Erebuni.[11]. | Bocetos de horca de hierro y reja de arado encontrados cerca de Rusahinili (Tushpa) en el siglo XIX. . | Bocetos de horca de hierro y reja de arado encontrados cerca de Rusahinili (Tushpa) en el siglo XIX. . | Restos de herramientas de hierro (pala, hoces, reja de arado) encontrados cerca de Karmir Blur. |

|                                                                                    |                                                                                    |                                                                                    |                                                                            |                                                                      |
| Mortero de piedra y ralladores: manual (izquierda) y parte de un molino (derecha). | Mortero de piedra y ralladores: manual (izquierda) y parte de un molino (derecha). | Mortero de piedra y ralladores: manual (izquierda) y parte de un molino (derecha). | Argishti I, el hijo de Menua, llenó este granero con 10100 kapis de grano. | Rusa, el hijo de Erimena, llenó este granero con 6848 kapi de grano. |

Los granos se usaban para hacer pan y cerveza, y el sésamo se procesaba para obtener aceite vegetal. El análisis del pan encontrado cerca de Teishebaini sugiere que su método de horneado era similar al que todavía se utiliza en algunas aldeas del Cáucaso. Los granos se molían manualmente o con molinos, y los hallazgos en el este de Turquía sugieren que Urartu también utilizaba molinos hidráulicos. Los granos más comunes eran del género Panicum, mientras que el trigo, la cebada y los granos Hordeum eran raros y se cultivaban para el rey, el comercio de trueque y las cervecerías.
El valor exacto de la medida del grano urartiano "kapi" sigue siendo desconocido. Ninguna fuente urartiana describe graneros con más de 19 000 kapi de grano. Los anales de Sarduri II mencionan 1 022 133 kapi de cebada, lo que podría referirse al pico de producción anual de Urartu.

## Jardinería
"Edén" del acadio edinnu, derivado de una palabra sumeria edin que significa "llano" o "estepa". Chaim Cohen, sin embargo, escribe que Edén está más estrechamente relacionado con una palabra de raíz aramea que significa "fructífero, bien regado". Jardín de Odin, Adam, Atum.
La jardinería estaba menos extendida que el desarrollo del grano y las uvas. Sin embargo, se encontraron rastros de varios cultivos frutales en ciudades y asentamientos urartianos. Incluyen manzana, ciruela, granada, melocotón, cereza y nuez. Hasta finales del siglo XIX se cultivaron grandes jardines en el lago Van, cerca de la antigua capital de Urartu.

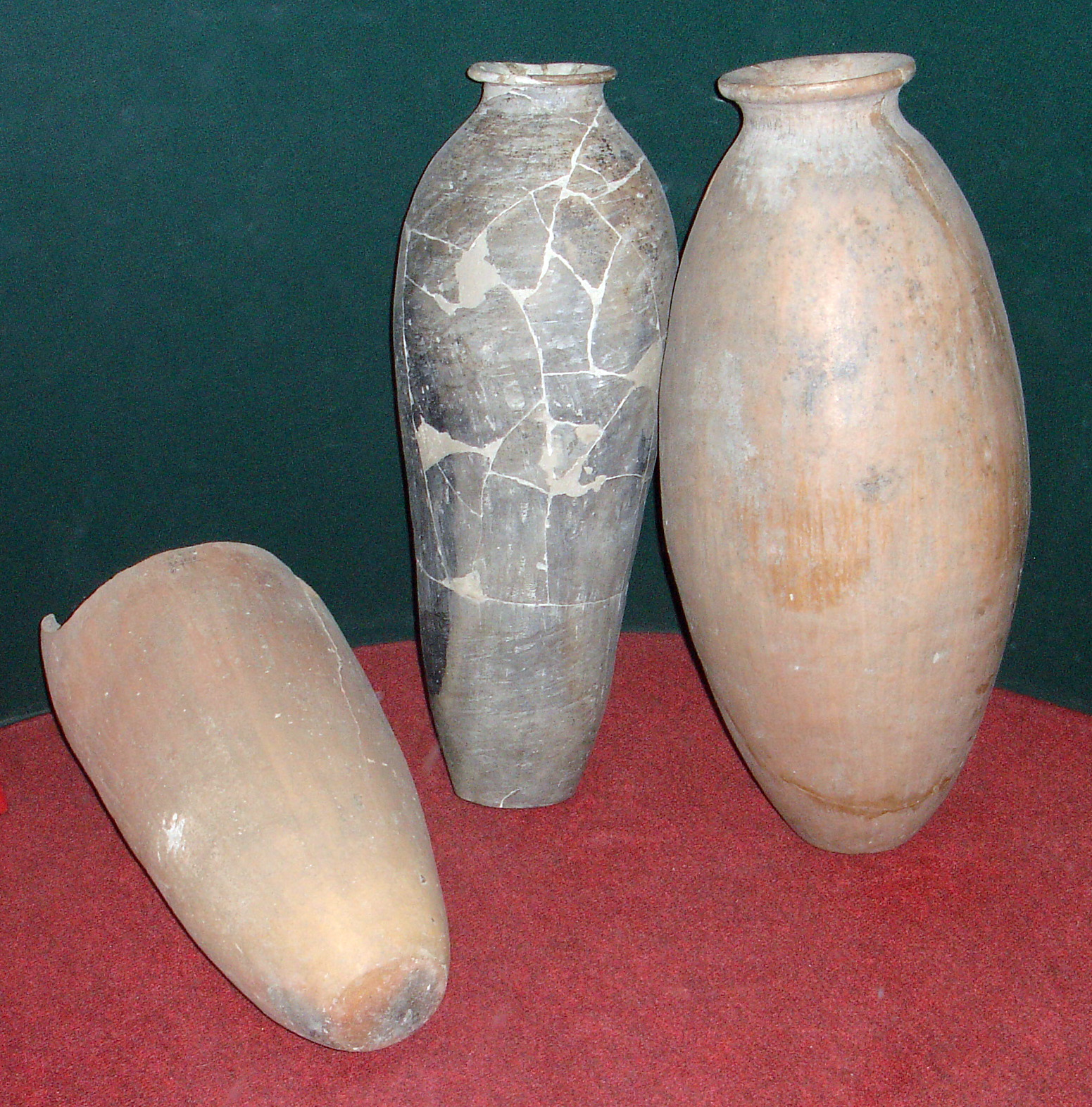
En estas jarras excavadas cerca de Karmir Blur (Teishebaini) se encontraron restos de cerveza elaborada con cebada y mijo; la cervecería se encontraba en el interior de la fortaleza de la ciudad.

## Produccción  de cerveza
Las tradiciones cerveceras pueden haber sido tomadas prestadas por los urartianos de Asiria. Como en Asiria, no solo la cebada, sino también el mijo se utilizaba para la elaboración de cerveza. Jenofonte, que viajó por Anatolia Oriental y Mesopotamia en la época post-Urtu (a finales del siglo IV a. C.), describió un «vino de cebada» de los residentes locales y las formas de su almacenamiento y preparación. La cerveza se almacenaba entonces en jarras enterradas y se bebía a través de una pajita. Era fuerte, pero «agradable para la gente acostumbrada».

## Viticultura y elaboración de vino
- winiz, del protoindioeuropeo *wenh₁- (“amor, deseo”). Cognado con el frisón antiguo winw, sajón antiguo wini, antiguo alto alemán wini, nórdico antiguo vinr (danés ven, sueco VAN aka jervanni también jermanni, noruego ven/venn). Relacionado con el inglés antiguo wynn, wenian.

Debido al clima favorable de Anatolia Oriental y al desarrollo de los sistemas de irrigación, la viticultura se desarrolló bien en Urartu. Las antiguas vides han sido identificadas como Vitis vinifera.
Aunque se encontraron pasas durante las excavaciones de las ciudades urartianas, la mayoría de las uvas fueron sin duda transformadas en vino, que fue el producto más importante de la economía urartiana. La cercana Asiria, donde las condiciones para el cultivo de la uva eran menos favorables que en Urartu, importaba mucho vino urartiano como tributo, botín de guerra o mercancía de trueque. Casi todas las ciudades urartianas tenían un gran almacén de vino, y el de Teishebaini podía albergar unos 370 000 litros. Antes del almacenamiento, el vino (en jarras) se envejecía bajo el sol hasta que se volvía denso y dulce. Los hallazgos arqueológicos sugieren que los urartianos también usaban azufre para curar las enfermedades del vino.

## Cría de animales
La cría de animales se practicó en las tierras altas de Anatolia Oriental desde el Neolítico. Fue una de las principales ocupaciones de la tribu pre-urariana nairi - el principal propósito de las incursiones asirias en los asentamientos Nairi en el segundo milenio a. C. era robar ganado. Aunque la cría de animales pasó a ser secundaria a la agricultura durante el período Urartu, siguió siendo una importante rama de la economía, y también se utilizó para los servicios de sacrificio regulares en la religión urartiana. Los animales criados incluían ganado vacuno (Bos primigenius), toro (Bos taurus), búfalo (Bubalus bubalis), ovejas (Ovis aries), cabras (tur del Cáucaso oriental, Capra cylindricornis y  la cabra doméstica Capra aegagrus hircus), cerdos (Sus scrofa domestica), gacela persa (Gazella subgutturosa) y cebú (Bos indicus). Los hallazgos arqueológicos indican la presencia de procesamiento de leche y fabricación de queso en Urartu. 

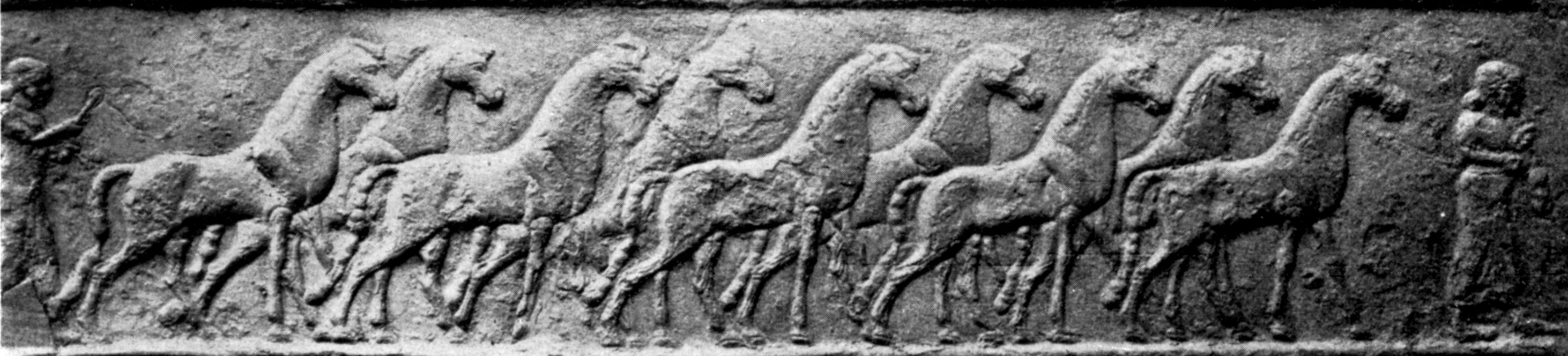
Fragmento de bajorrelieve asirio (bronce, período de Salmanasar III) que representa el robo de caballos de Urartu tras la exitosa campaña militar de Salmanasar III en el 858 a. C.

A diferencia del ganado, los caballos tenían una importancia militar estratégica y se usaban para los carros. La cría de caballos era una ocupación importante en Urartu y, debido a los abundantes prados alpinos, estaba mejor desarrollada que en los países cercanos. Los caballos de Urartu eran muy apreciados, por ejemplo por el rey Sargón II, y eran un importante objetivo de botín en las campañas militares asirias. Según las excavaciones, la principal raza de caballos en Urartu era el caballo normal Equus caballus. Especialmente famosa por sus caballos era la provincia de Subhi, en la costa este del lago Urmia. 

## Artesanía

### Herrería
La Anatolia Oriental es considerada uno de los primeros centros metalúrgicos, y la primera evidencia del procesamiento de metales allí data del 8º-7º milenio a. C., es decir, de la época precerámica. La región contenía ricos depósitos de cobre, hierro y plomo, aunque no del esencial estaño  que favorecía la producción de metales. La fundición de hierro comenzó allí mucho más tarde, alrededor del segundo milenio a. C. El mineral de hierro y los utensilios de hierro se exportaron desde Urartu a Mesopotamia (Asiria), Media y más lejos al territorio del Irán moderno. El hierro era un material de armamento importante y, por lo tanto, una mercancía estratégica.
|        |       |                            |
| Escudo | Casco | Cuenco usado en un palacio |

| |  |  |
| De izquierda a derecha: fragmentos de manillas y cerraduras de metal de la fortaleza de Teishebaini., crisoles de metal esmaltado, afiladoras (Karmir Blur). |  |  |

### Procesamiento de la cerámica y la piedra
La mayoría de los productos cerámicos en Urartu eran simples, sin la pintura típica de muchas otras culturas antiguas. Solo los artículos usados en palacios y en ceremonias religiosas tenían algunos adornos. Las ollas de cerámica se utilizaban mucho para almacenar y cocinar alimentos, mientras que el gres era relativamente impopular. 
|                                             |                |                                                         |
| Recipiente para almacenar productos lácteos | Urna funeraria | Candil en un palacio, estuvoe colocado como candelabro. |

### Tejidos
Los tejidos estaban bien desarrollados en Urartu, como lo demuestran los textos antiguos. Por ejemplo, en la lista de mercancías tomadas de Musasir, el rey asirio Sargón II menciona 130 túnicas de varios colores hechas de lino y lana. Algunas tablillas cuneiformes urartianas también contienen inventarios de productos de lana. 
|                                                  |                              |                                |
| Restos de tela encontrados cerca de Teishebaini. | Agujas de hierro, Arin Berd. | Pesas para un huso, Arin Berd. |